# Woysym
Woysym herbu Janina (ur. w XIV w., zm. w XV w.) – bojar litewski, adoptowany podczas unii horodelskiej (1413).
Nosił nazwisko patronimiczne Daneykowicz.

## Życiorys
W 1413 roku podczas unii horodelskiej doszło do przyjęcia przez polskie rodziny szlacheckie, bojarów litewskich wyznania katolickiego (tzw. adopcja herbowa). Jednym z ważniejszych dowodów tamtego wydarzenia jest istniejący do dziś dokument, do którego przyczepione są pieczęcie z wizerunkami herbów szlacheckich.
Z dokumentu dowiadujemy się o istnieniu Woysyma Daneykowicza, który został adoptowany przez przedstawicieli Gryfitów. Jednakże poza tą informacją nie zachowały się o nim żadne inne źródła historyczne. Według historyka, Władysława Semkowicza, Istnieje jednak możliwość, że Woysym był Żmudzinem.

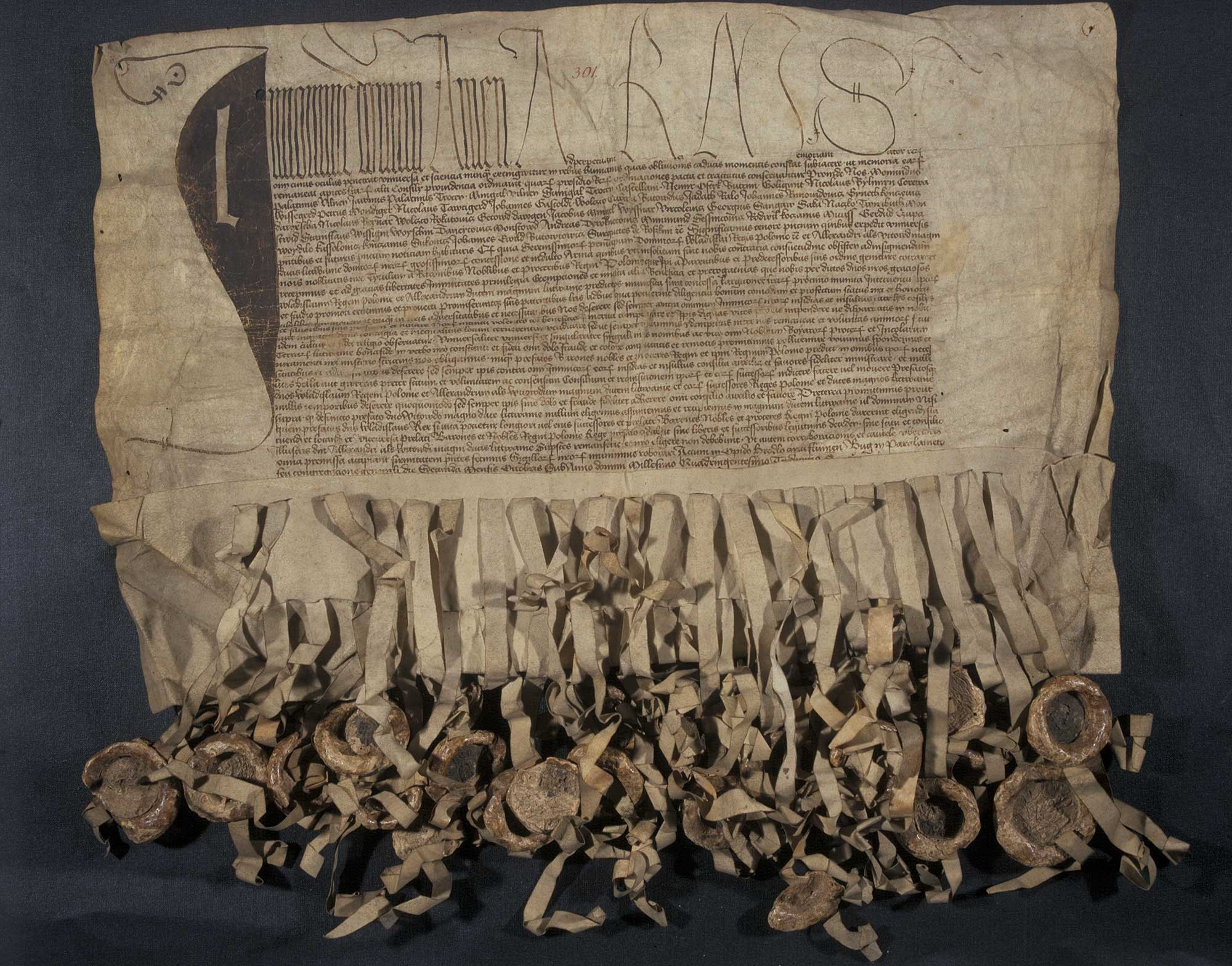
Dokument unii horodelskiej z 1413 roku z przyczepionymi pieczęciami

Wśród bojarów popularne były tzw. nazwiska patronimiczne, czyli nazwiska utworzone na podstawie imienia ojca. Z tego względu ustalić można, że ojcem Woysyma był mężczyzna o imieniu Daneyko.